# ألبرت إليجاه دونينغ
ألبرت إليجاه دونينغ (بالإنجليزية: Albert Elijah Dunning)‏ هو عالم عقيدة وكاتب أمريكي، ولد في 1844، وتوفي في 1923.